# Robert A. Mattey
Robert A. Mattey est un artiste d'effets spéciaux américain, né le 27 juin 1910 dans le New Jersey et mort le 14 janvier 1993 à Los Angeles (Californie)

## Biographie
En 1953, il rejoint le Studio Disney sur la production du film Vingt mille lieues sous les mers (1954) et y poursuit sa carrière. Deux semaines avant l'ouverture du parc Disneyland en juillet 1955, Walt Disney décide d'utiliser le décor du film Vingt Mille Lieues sous les mers pour une attraction de la zone Tomorrowland. Il demande à Ken Anderson de concevoir une attraction incluant la scène du calamar géant vivant et bougeant. Les éléments du monstre sont alors stockés dans les entrepôts des studios (depuis intégrés aux Walt Disney Archives) mais la peau a été déchiquetée durant la scène de lutte par James Mason et Kirk Douglas et les mouvements étaient assurés durant le film par une équipe de techniciens. En une semaine, Anderson, Robert Mattey et leur équipe ont remplacé la peau et installé un moteur de 8 cylindres Hudson pour faire bouger les tentacules. Malgré le travail acharné, l'équipe d'Anderson n'arrive pas à tenir le délai et l'attraction n'ouvre que trois semaines après l'ouverture du parc sous le nom 20,000 Leagues Under the Sea Exhibit le 5 août 1955. 
Mattey est rapidement nommé directeur du département des effets spéciaux. Il fait alors souvent équipe avec Arthur J. Vitarelli sur des films avec des scènes d'éléments volants.
Au milieu des années 1970, il quitte le studio Disney et se voit confier la création d'un requin mécanique pour Les Dents de la mer.

## Filmographie
- 1951 : S.O.S. Corée
- 1954 : Écrit dans le ciel
- 1954 : Vingt mille lieues sous les mers
- 1961 : Monte là-d'ssus
- 1961 : Babes in Toyland
- 1963 : Après lui, le déluge
- 1968 : Mary Poppins
- 1965 : Un neveu studieux
- 1966 : Lieutenant Robinson Crusoé
- 1967 : La Gnome-mobile
- 1968 : Le Fantôme de Barbe-Noire
- 1968 : Le Peuple des abîmes
- 1968 : Frissons garantis
- 1968 : Un amour de Coccinelle
- 1970 : Du vent dans les voiles
- 1970 : Le Pays sauvage
- 1971 : Un singulier directeur
- 1971 : Scandalous John
- 1972 : Les Aventures de Pot-au-Feu (The Biscuit Eater)
- 1975 : Les Dents de la mer
- 1977 : Le Crocodile de la mort
- 1978 : Les Dents de la mer, 2e partie (Jaws II)